# Antonio Latella
Antonio Latella (* 2. März 1967 in Castellammare di Stabia) ist ein italienischer Regisseur und Theaterautor, der sowohl in Berlin als auch in Italien lebt und arbeitet.

## Leben und Werk
Antonio Latella wurde am Teatro stabile in Turin und an der Bottega teatrale de Florence ausgebildet. Er begann eine Karriere im Theater und entwickelte sich zu einem der prägenden Regisseure des zeitgenössischen europäischen Theaters. Sein künstlerisches Schaffen ist geprägt von einer intensiven Auseinandersetzung mit klassischen Stoffen, die er immer wieder neu interpretiert und in innovative Bühnenformen überführt.
Er war 2010/2011 künstlerischer Leiter des Nuovo Teatro Nuovo in Neapel und gründete 2011 die Produktionsfirma stabilemobile compagnia Antonio Latella. Seit 2017 ist er Theaterintendant der Biennale Venedig. Latella ist bekannt für seine experimentellen Inszenierungen und seine Fähigkeit, literarische Vorlagen in ungewöhnliche, oft radikale Theatererfahrungen zu verwandeln. Seine Arbeiten wurden auf zahlreichen internationalen Festivals gezeigt und vielfach ausgezeichnet.

## Inszenierungen (Auswahl)
- 2004: L’Orfeo von Claudio Monteverdi; Opéra de Lyon
- 2007: Studio su Medea nach Euripides und Hans Henny Jahnn (Gastspiel im Rahmen des Italienischen Theaterherbsts)[3]
- 2008: Trilogie der Sommerfrische von Carlo Goldoni; Schauspiel Köln[4]
- 2009: Wild wuchern die Wörter in meinem Kopf; Wiener Festwochen
- 2009: Die Verwandlung und andere Erzählungen; Schauspiel Köln
- 2011: Mamma Mafia; Schauspiel Köln
- 2013: Die Wohlgesinnten von Jonathan Littell, Dramatisierung von Antonio Latella und Federico Bellini; Schauspielhaus Wien
- 2016: Ödipus, Schauspiel nach Sophokles in einer Bearbeitung von Antonio Latella und Federico Bellini; Theater Basel
- 2017/2018: La Cenerentola von Gioacchino Rossini, Theater Basel
- 2019: Eine göttliche Komödie. Dante <> Pasolini; Residenztheater München[5]
- 2019: Die drei Musketiere. Nach Alexandre Dumas der Ältere in einer Bearbeitung von Antonio Latella und Federico Bellini; Theater Basel, Residenztheater München
- 2021: Antonio Latella: Zorro/Wonder Woman; Staatstheater Cottbus[6]
- 2021: Cyrano de Bergerac nach Edmond Rostand in einer Bearbeitung für zwei Einsamkeiten von Federico Bellini und Antonio Latella; Residenztheater München[7]